# Carp Lake
Carp Lake är en sjö i provinsen British Columbia i Kanada. Den ligger i Carp Lake Provincial Park nästan mitt i provinsen, 10 mil norr om staden Prince George. Carp Lake ligger c:a 844 meter över havet.  Den ligger i Carp Lake Provincial Park.
I sjön finns vikarna Esker Bay i söder, Till Bay i öster, Kettle Bay i norr, samt Drumlin Bay och Sekani Bay på västra sidan. Där finns också flera öar som alla är namngivna efter trädsorter som växer i området runt sjön:: Alder Island, Aspen Island, Balsam Island, Birch Island, Black Spruce Island, Cedar Island, Cottonwood Island, Fir Island, Pine Island, Poplar Island, Spirea Island, White Spruce Island och Willow Island.